# Kozašický potok
Kozašický potok je malý vodní tok v okresu Pardubice.

## Průběh toku
Kozašický potok pramení v okrajové části Chvaletické pahorkatiny, podřazeném geomorfologickém celku Železných hor. Jeho pramenem je výtok z meliorační trubky pod mokřadem na hranici pole a lesa asi 850 metrů severovýchodně od okraje vsi Krasnice. Potok má po celé délce toku převážně severní směr. První přibližně 0,5 km teče nehlubokou roklí, kde se na levém břehu nachází poslední srub Trampské osady Tažní ptáci. Potok vytékající z malé studánky na západním okraji dna rokle je jediným přítokem Kozašického potoka v celé délce toku. Po opuštění rokle stéká potok po poli ke vsi Kozašice, která dala potoku jméno. V tomto místě překračuje hranici Železných hor a Východolabské tabule. Potok protéká jihozápadním okrajem obce, severozápadně od ní napájí Šancův rybník a pod jeho hrází se vlévá do Senického potoka.